# Koblenzer Brauerei
Die Koblenzer Brauerei GmbH (früher Königsbacher Brauerei) in Koblenz begann 1689 mit dem Brauen von Bier im „Alten Brauhaus“ in der Koblenzer Altstadt. 1885 wurde der Betrieb an den Königsbach verlegt, der im Süden der Stadt dem Rhein zufließt. Seit 1992 gehörte die Königsbacher Brauerei zum Unternehmensverbund von Karlsberg. Zum 1. Januar 2010 übernahm die Bitburger Holding die nationalen Vertriebs- und Markenrechte der Sorten „Königsbacher“ und „Nette Edel Pils“, die internationalen Marken- und Vertriebsrechte gehörten jedoch weiterhin zu Karlsberg. Zum 1. Januar 2012 verkaufte Karlsberg die Braustätte am Königsbach an Privatpersonen aus Koblenz.
Im Januar 2024 wurde mangels Investoren das Insolvenzverfahren eröffnet und der Braubetrieb eingestellt.

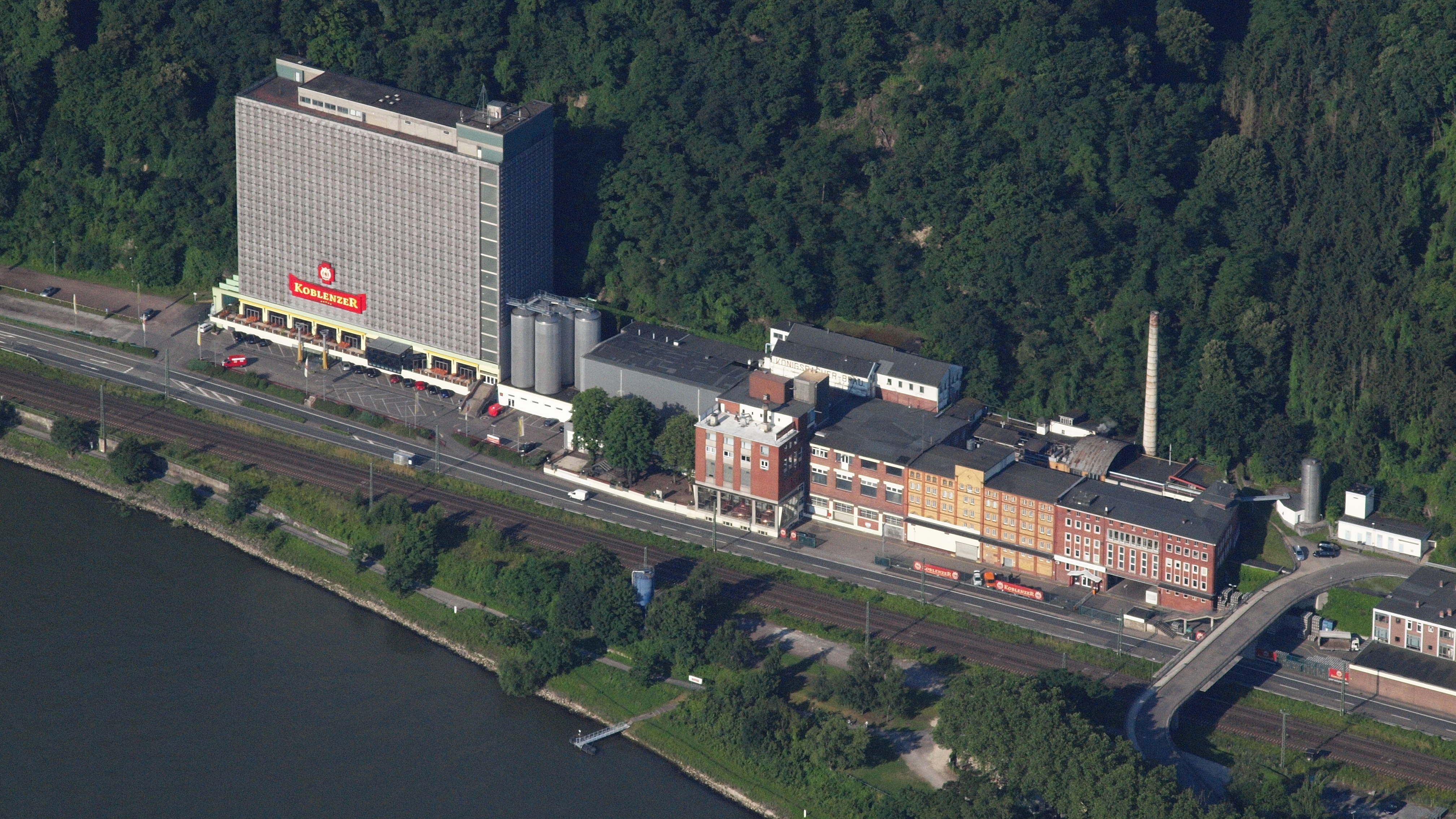
Koblenzer Brauerei aus östlicher Sicht

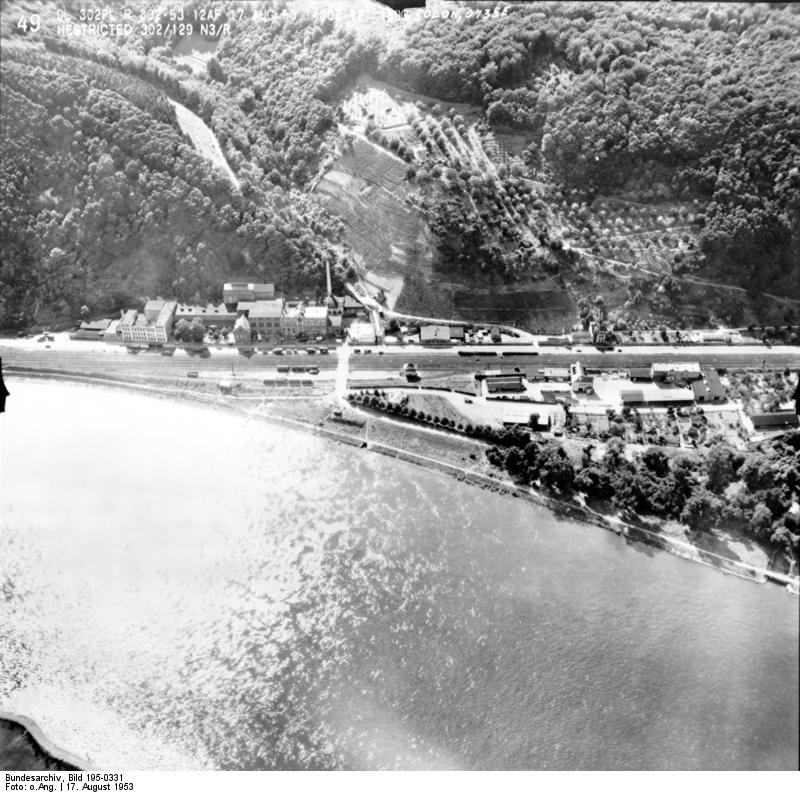
Produktionsanlagen im Jahr 1953

Aktie über 1000 RM der Königsbacher Brauerei AG vom 1. Februar 1928

## Lage
Die Koblenzer Brauerei befindet sich im Stadtteil Stolzenfels. Der ehemalige Name Königsbacher leitete sich von dem bereits genannten Gewässer ab, das nahe der Brauerei in den Rhein mündet. Die Bundesstraße 9 führt unmittelbar an der Brauerei vorbei. Außerdem besitzt sie an der linken Rheinstrecke eine eigene Bahnbetriebsstelle mit dem Namen Königsbach (b Kapellen-Stolzenfels). Dort ist an das rheinseitige Gleis ein weiteres Gleis angeschlossen, auf dem Züge beladen werden können.

## Geschichte

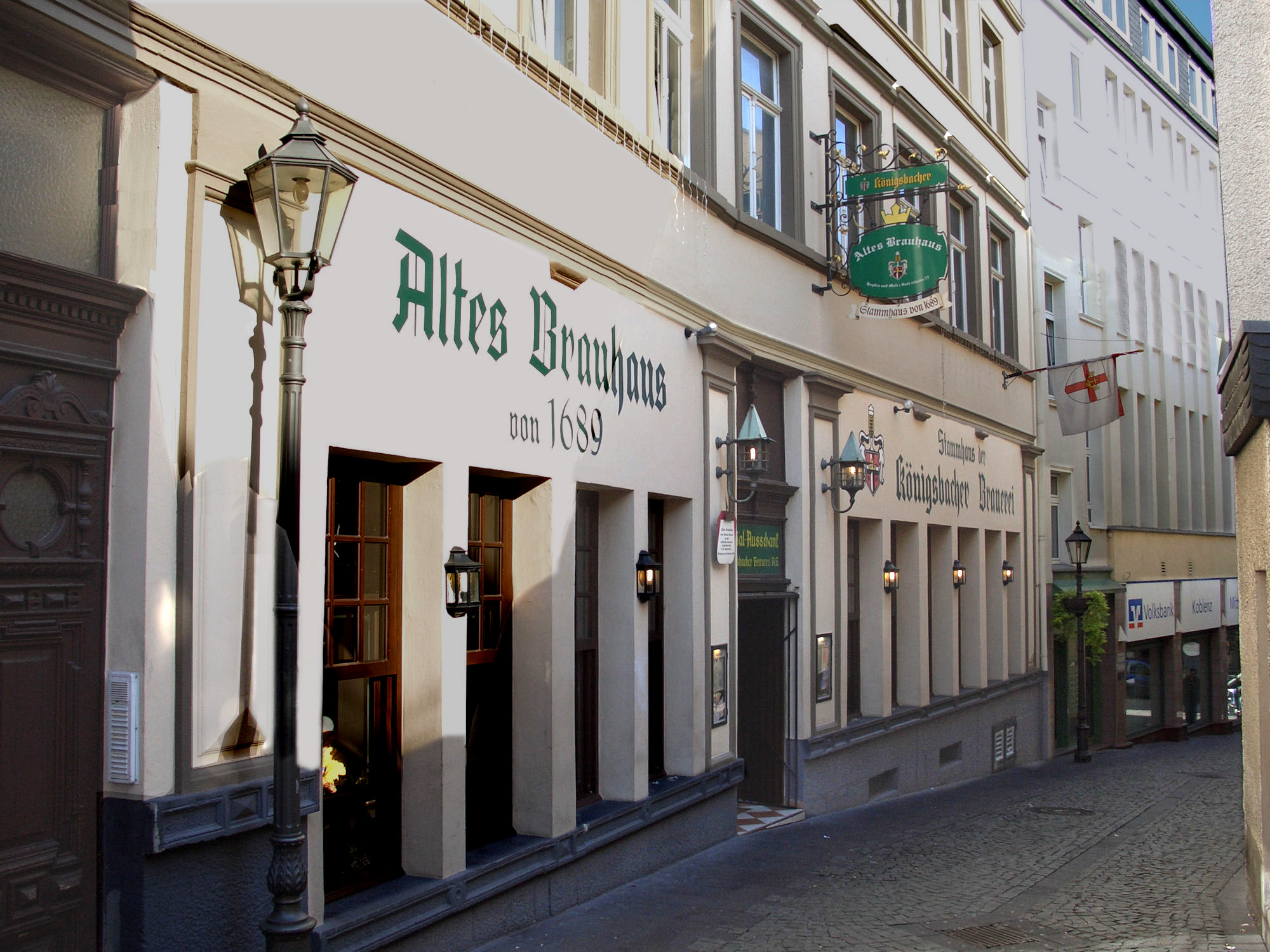
Das Alte Brauhaus in der Koblenzer Altstadt

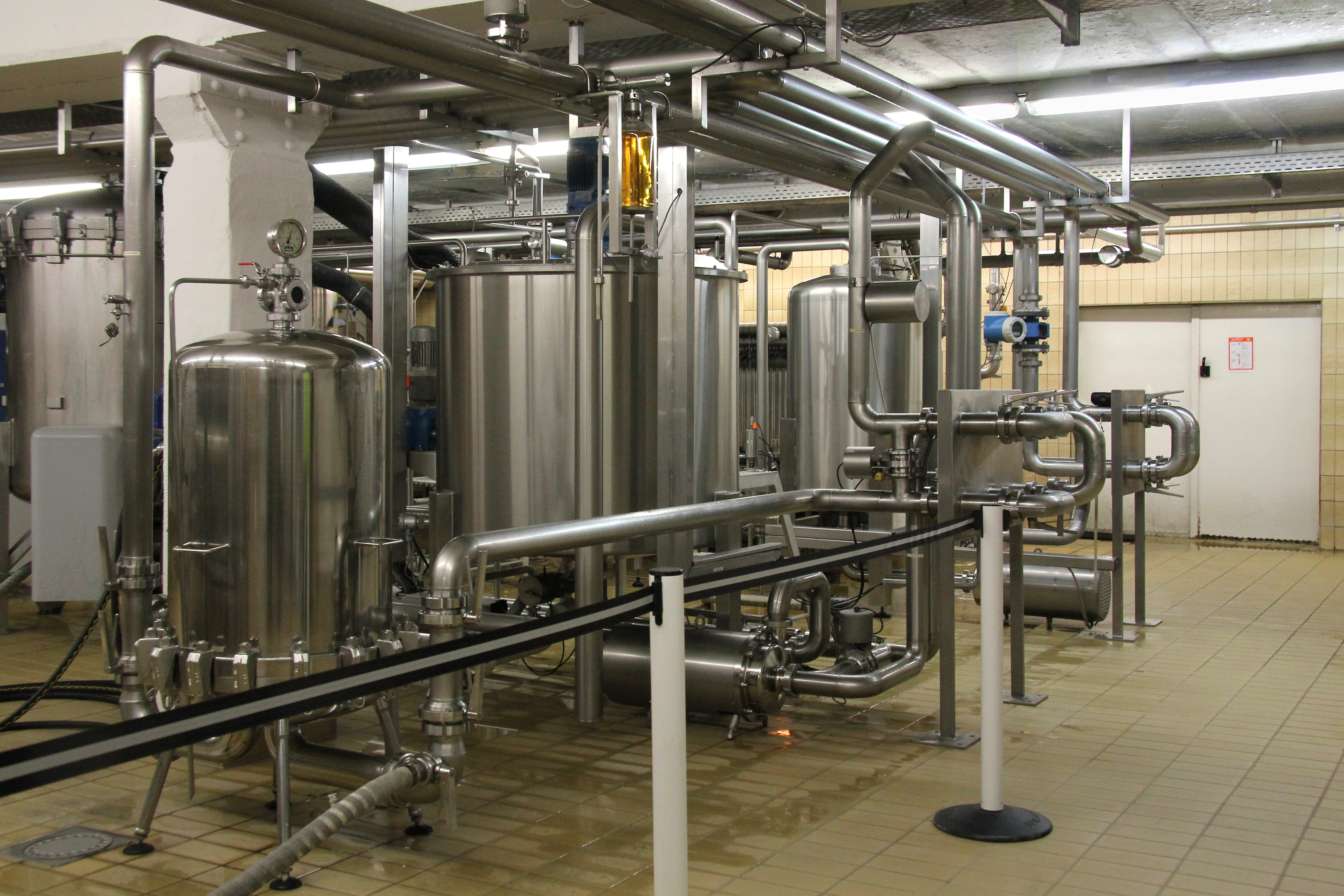
Filtrationsanlage der Koblenzer Brauerei

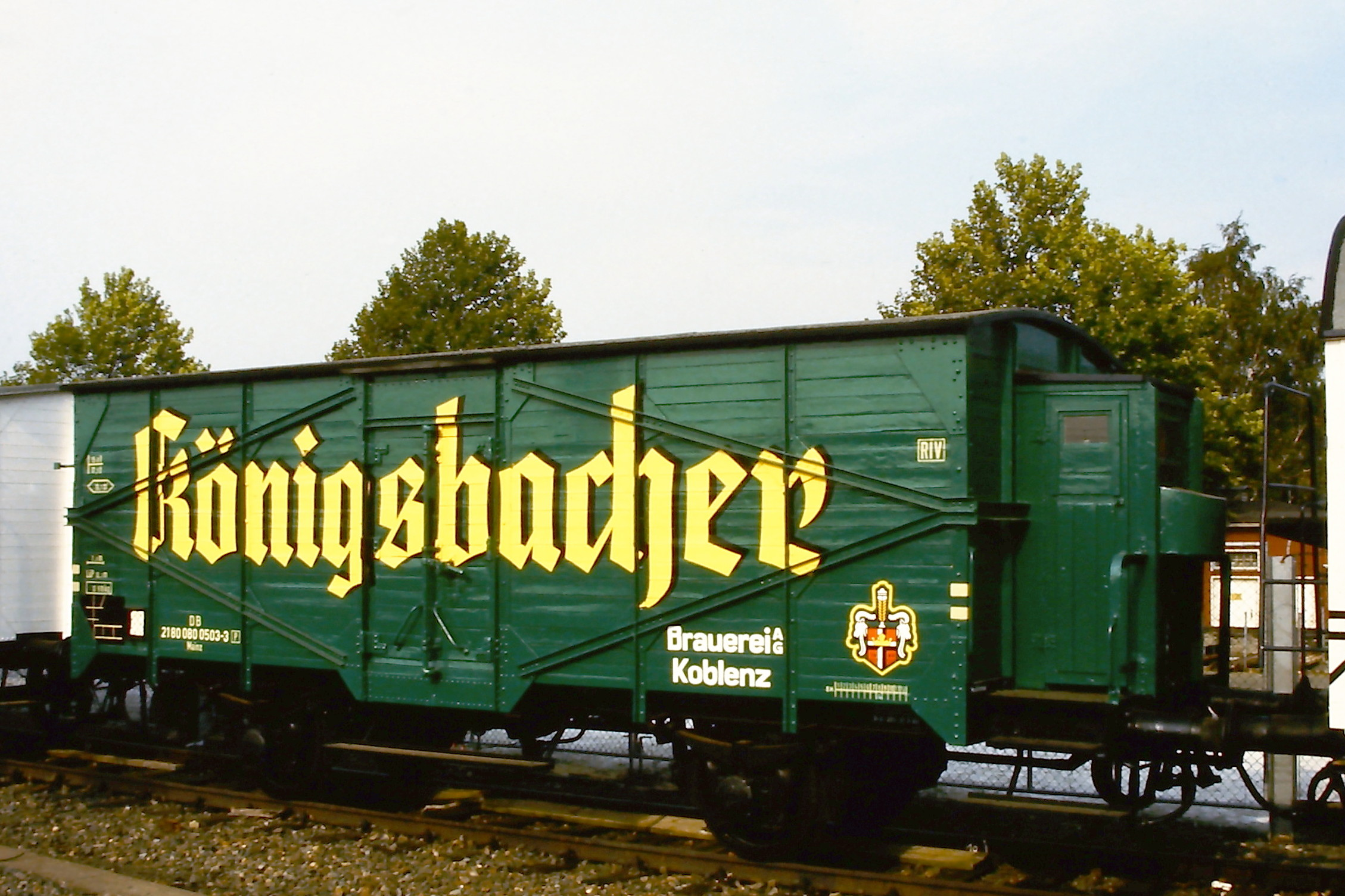
Kühlwaggon der Brauerei

Eine erste Brauerei wurde 1689 im „Alten Brauhaus“ in der Koblenzer Altstadt gegründet. In dem ehemaligen „Rathaus Monreal“ wurde nun von den Koblenzern Bier eigenständig gebraut. Grundlage war das Bierprivileg des Kurfürsten Lothar von Metternich von 1608, in dem der Stadt Koblenz das Recht zur eigenen Herstellung von Bier gegeben wurde. Nach der französischen Besetzung von Koblenz übernahm 1814 Johann Stahl das Brauhaus.
1884 kaufte Josef Thillmann das „Alte Brauhaus“ und gründete 1885 die „Bierbrauerei Josef Thillmann“. Den Produktionsort verlegte er an den heutigen Standort am Königsbach im Süden von Koblenz.
Im Jahr 1900 firmierte das Unternehmen zur „Königsbacher Brauerei AG“ um und erwarb im gleichen Jahr die „Prümm’sche Brauerei“ in Niedermendig. Dem folgte 1913 der Kauf der „Nassauer Union-Brauerei“ in Nassau (Lahn) und 1938 der Erwerb der „J. Bubser Brauerei zur Nette“ in Weißenthurm. Letztere hatte zwischen 1914 und 1923 die Braurechte der Brauereien „Leifert“ in Andernach, „Volz“ in Dierdorf, „Masson“ in Hillesheim und der Brauerei der Brüdergemeine in Neuwied erworben und in die Brauerei zur Nette eingegliedert. Ab 1961 war Hans-Joachim Karrich (* 1930 in Königsberg) Geschäftsführer der Königsbacher Biervertrieb GmbH in Trier (ab 1973 der Süddeutschen Königsbacher Biervertriebs-GmbH und seit 1966 Vorsitzender des Vorstands der Königsbacher Brauerei AG in Koblenz). 1965 kaufte die Königsbacher Brauerei die „Gebr. Fuchs - Kirchberger Brauhaus“ in Kirchberg (Hunsrück) und 1971 die Mehrheit an der „Hirschbrauerei AG“ in Düsseldorf.
Das in den Jahren 1968 bis 1970 von Königsbacher am Fuß des Dommelbergs erbaute 72 Meter hohe Tankhochhaus gehört zu den größten Europas. Es hat 15 Stockwerke und fasst 15 Millionen Liter Bier. 1974 folgte die Inbetriebnahme einer voll automatisierten Füllanlage für Edelstahlfässer, die erste Anlage dieser Art in Deutschland, und 1974 wurde eine eigene Kläranlage in Betrieb genommen. Der Anschluss an den Unternehmensverbund der Karlsberg Brauerei folgte 1992. Seit 1997 wird das Nette Edel Pils in der Königsbacher gebraut.
Im Jahr 2010 übernahm die Bitburger Holding die Vertriebs- und Markenrechte der Biermarken „Königsbacher“ und „Nette Edel Pils“. Die Produktionsstätte verblieb jedoch bei der Braustätte in Koblenz, die weiterhin zu Karlsberg gehörte. Dort sollten zudem Biere gebraut und abgefüllt werden, die bislang in der Karlsberg-Brauerei im französischen Saverne produziert wurden und für ausländische Märkte bestimmt waren. Die Marke Zischke verblieb auch bei Karlsberg.
Zum 1. Januar 2012 verkaufte Karlsberg die Brauerei am Königsbach an Egon Heckmann, geschäftsführender Gesellschafter des Rhenser Mineralbrunnens, und an Isabell Schulte-Wissermann (Rechtsanwältin). Die beiden Eigentümer gründeten die Koblenzer Brauerei GmbH. Die Verträge mit der Bitburger Brauerei über die Marken- und Vertriebsrechte bleiben gültig. Bereits ab dem 7. Dezember waren die Produkte der Koblenzer Brauerei GmbH im Handel erhältlich. Diese werden unter dem Namen „Koblenzer“ vermarktet und waren anfangs als Pils oder als Weizen erhältlich, Stand November 2023 gab es, Pils, Pils Alkoholfrei, Radler, Bräu, KellerBräu, Bräu NaturRadler und Bräu NaturRadler Alkoholfrei, das Weizen war entfallen.
2018 kaufte ein bayerischer Investor das Brauereigelände und kündigte an, östlich der Bundesstraße 9 Hunderte Miet- und Eigentumswohnungen zu bauen.  Anfang der 2020er Jahre wurden des Weiteren Pläne veröffentlicht, das Tankhochhaus der Brauerei (das niemals vollständig ausgebaut worden war) zu einem Hotel umzubauen und auf einem Teil des Areals neue Wohngebäude zu errichten. Die Brauerei sollte nach den Angaben des Investors auf dem Platz der alten Gebäude als „Erlebnisbrauerei“ neu gebaut werden.
Im November 2023 meldete die Koblenzer Brauerei beim Amtsgericht Insolvenz an; am 20. November 2023 wurden die rund 50 Betriebsangehörigen über den Insolvenzantrag informiert. Der Geschäftsbetrieb wurde zunächst fortgeführt. Ob und Inwieweit die Bauvorhaben und die Neugestaltung der Brauerei von der Insolvenz betroffen sind, war bei Eröffnung des Verfahrens noch unbekannt. Am 29. Januar 2024 gab der Insolvenzverwalter bekannt, dass kein Investor für die Brauerei gefunden werden konnte. In der Folge wurde der Betrieb am 31. Januar 2024 eingestellt und die Brauerei liquidiert. Bitburger, als Markenbesitzer von Königsbacher und Nette Pils, gab bekannt, dass die Marken an anderen Standorten weitergebraut werden. Am Donnerstag, 1. Februar 2024, erklärte die Geschäftsführung des Rhenser Mineralbrunnens, mit seinen Co-Gesellschaftern die Rechte an der Biermarke „Koblenzer“ zu übernehmen und die drei Koblenzer Biersorten fortzuführen. Gebraut werden die Biere unter den Marken Koblenzer Pils, Koblenzer Bräu und Koblenzer Radler naturtrüb von der Brauerei Königshof in Krefeld.

Logo der Königsbacher Brauerei GmbH & Co KG

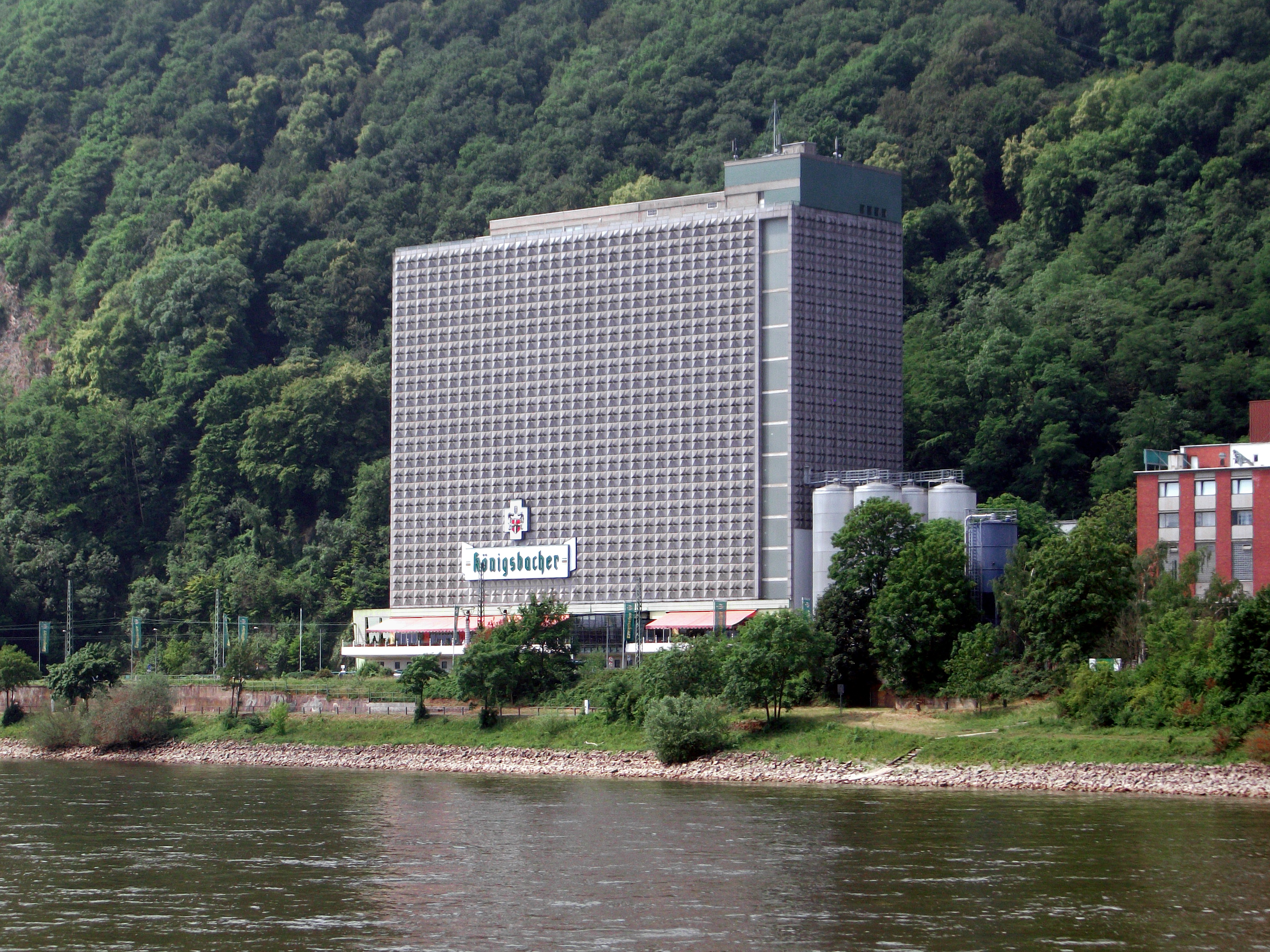
Tankhochhaus der Königsbacher, 2011 noch mit altem Namen

## Logo der Koblenzer Brauerei
Das Logo der Koblenzer Brauerei enthält auf einem Wappenschild in Form eines stilisierten Königsbacher Bierglases das abgewandelte Wappen der Stadt Koblenz mit dem Trierer Kreuz, das auf die einstige Zugehörigkeit der Stadt zum Kurfürstentum Trier verweist. Abweichend vom Stadtwappen ist eine goldene Krone über dem Wappenschild und nicht in dem Kreuz angeordnet. Sie steht für die als Himmelskönigin verehrte  Maria, die Mutter Jesu und Patronin von Koblenz. Je eine geschwungene Gerstenähre links und rechts vom Wappenschild stehen für das Reinheitsgebot, nach dem die Biere hergestellt werden. In dem roten Band vor dem Wappen stand zunächst die Jahreszahl 1689, die jedoch auf Veranlassung der Bitburger Brauerei nicht beibehalten und durch fünf Sterne ersetzt wurde. Vor dem Wappen steht ein schwarzes K und darunter der Schriftzug „Koblenzer“.
Die Bitburger Brauerei beanstandete, dass die Koblenzer Brauerei mit der Jahreszahl den Eindruck einer Brautradition seit 1689 erwecke, obwohl es ihre Produkte erst seit Ende 2011 gebe. Nur die Königsbacher Brauerei könne sich auf eine derart lange Tradition beziehen. Nach dem Standpunkt der Bitburger Brauerei musste ein möglicher Schaden von der nach wie vor existierenden Marke „Königsbacher“ abgewendet werden.

## Sponsoring
Die Koblenzer Brauerei unterstützte als Sponsor verschiedene kulturelle Veranstaltungen, wie zum Beispiel noch als Königsbacher die Bundesgartenschau 2011 in Koblenz, und verschiedene Sportvereine, unter anderem den Fechtverein Königsbacher SC, den Fußballverein FC Rot-Weiß Koblenz, die American-Football-Mannschaft Red Knights und die Handballvereine HC Koblenz und Vallendar. Darüber hinaus engagierte sich die Brauerei im sozialen und karitativen Bereich.